# Ionășeni (gmina Trușești)
Ionășeni – wieś w Rumunii, w okręgu Botoszany, w gminie Trușești. W 2011 roku liczyła 1007 mieszkańców.